# Vuurtoren van Duinkerke
De vuurtoren van Duinkerke, ook Risban genoemd, staat bij de haven van Duinkerke. De vuurtoren is in 1842 gebouwd. Hij is in 1985 geautomatiseerd en nog steeds in gebruik. Het is de op een na hoogste vuurtoren van Frankrijk, alleen de vuurtoren van Île Vierge is nog hoger.

## Geschiedenis
De eerste vuurtoren van Duinkerke werd in 1683 gebouwd en in 1713 gesloopt als een gevolg van de Vrede van Utrecht. Op 5 november 1838 werd ministeriële goedkeuring verleend voor de bouw van een nieuwe vuurtoren op dezelfde plaats. De aannemer Bourdon et compagnie werd het werk gegund. Het werk begon in 1841 en op 1 mei 1843 kwam hij in gebruik. De bouw kostte destijds 212.586 Franse frank.

## Beschrijving
De vuurtoren staat op een vierkant gebouw dat de basis vormt. De ronde toren heeft aan de binnenzijde een diameter van 3,9 meter, hij is gemaakt van baksteen en aan de buitenzijde met een gladde deklaag afgewerkt. In de toren is een trap met 276 treden.
In het begin gebruikte de lamp plantaardige olie en die werd vervangen door minerale olie in 1875. Vanaf 1885 is het licht elektrisch. Tot 1985 was de toren bemand, maar in dat jaar werd hij geautomatiseerd waardoor de vuurtorenwachter verdween. De lamp heeft een vermogen van 1000 watt en is zichtbaar tot 29 zeemijl.
De toren is te bezoeken via het scheepvaartmuseum Havenmuseum van Duinkerke (Musée portuaire de Dunkerque)

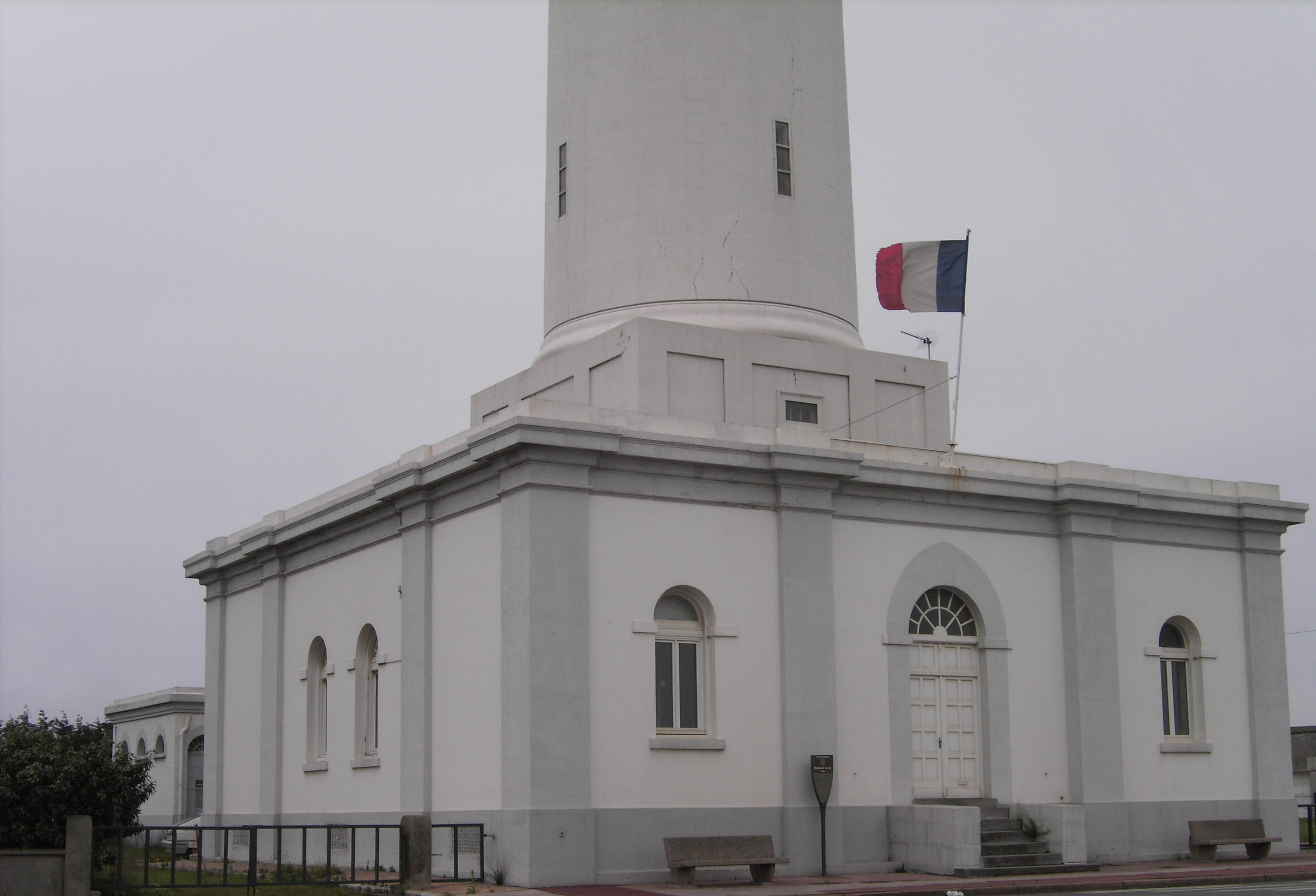
De vierkante basis van de toren
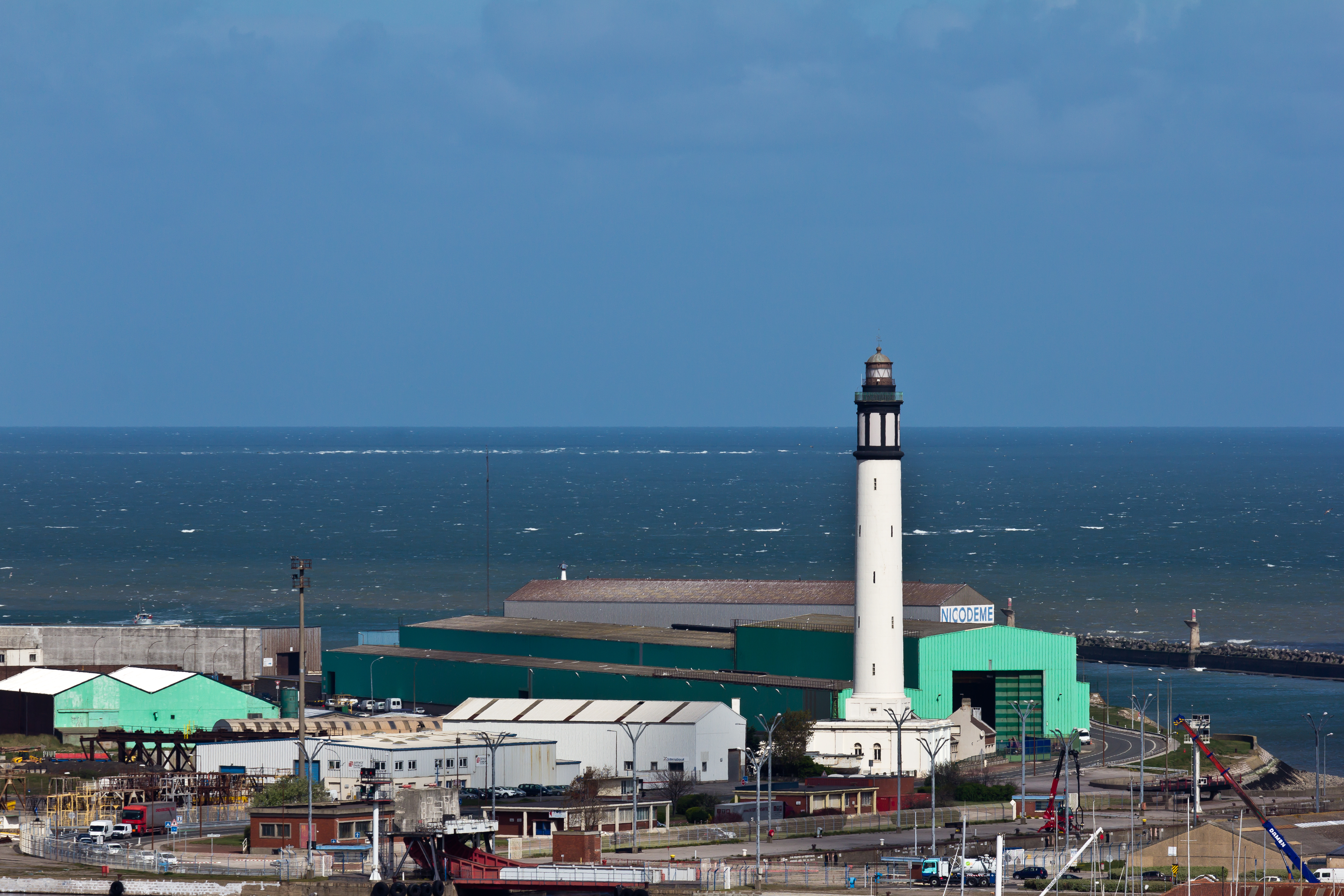
Vuurtoren met de zee op de achtergrond